# San Isidro, Bohol
San Isidro (Bayan ng San Isidro) är en kommun i Filippinerna. Kommunen tillhör provinsen Bohol och ligger på ön med samma namn. Folkmängden uppgår till 9 106 invånare.
San Isidro är indelat i 12 barangayer.

## Bildgalleri

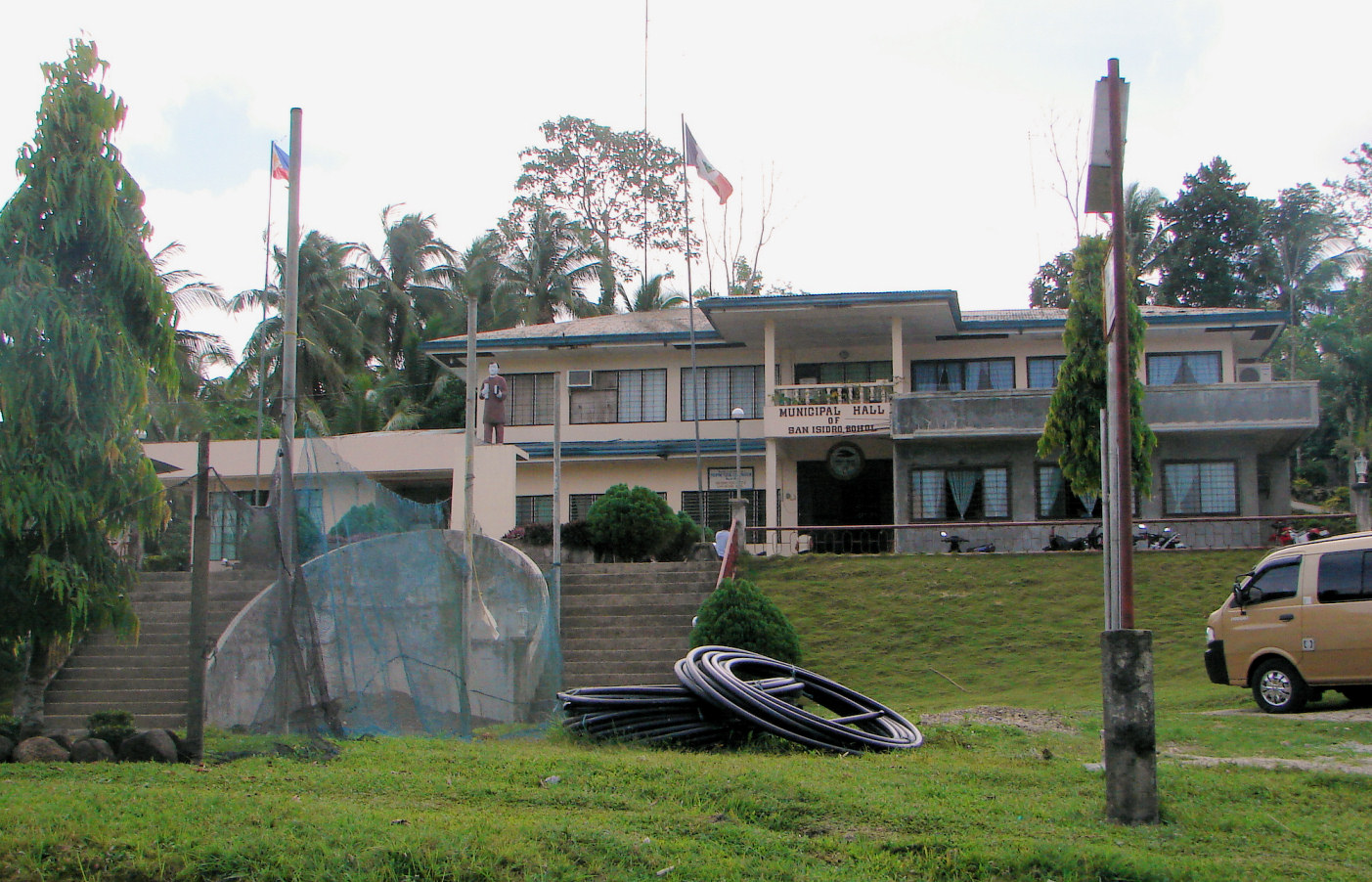
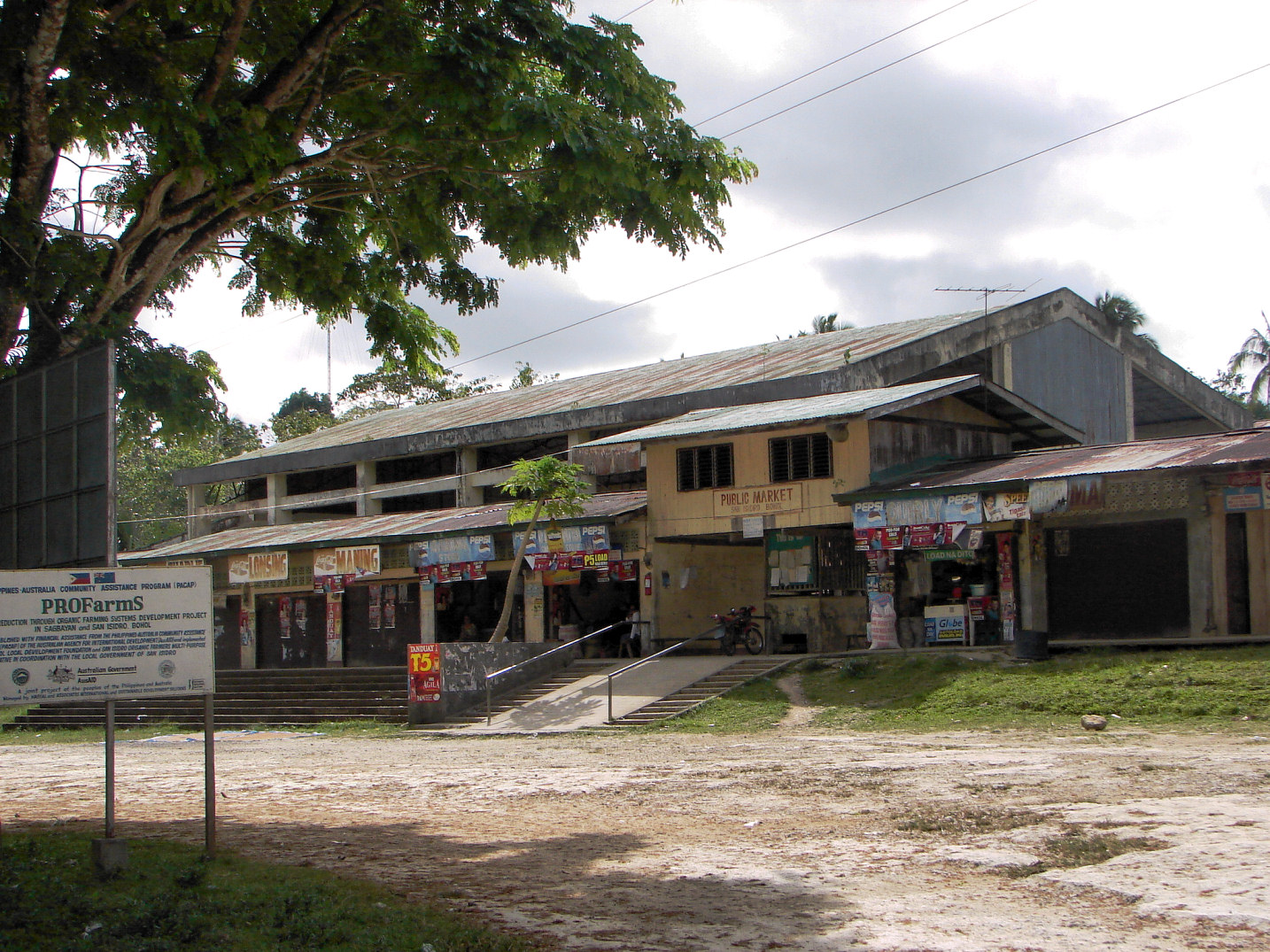